# Pseudostegia nubilosa
Pseudostegia nubilosa är en svampart som beskrevs av Bubák 1906. Pseudostegia nubilosa ingår i släktet Pseudostegia, divisionen sporsäcksvampar och riket svampar.   Inga underarter finns listade i Catalogue of Life.